# Robert Bider
Robert Heinrich Bider (* 13. Juli 1947 in Luzern, Schweiz; Heimatort ebenda) ist ein ehemaliger Manager im Gesundheitswesen. Er war 23 Jahre lang Geschäftsführer der Hirslanden-Gruppe und hat diese Gruppe von einer Klinik auf 13 Kliniken erweitert.

## Leben und Wirken
Robert Bider absolvierte zunächst ein Studium der Elektrotechnik und das Zusatzstudium als Master of Industrial Management an der ETH Zürich. Dann arbeitete er im Organisationsdienst des Universitätsspitals Zürich. Seine Doktorarbeit mit dem Titel Die Evaluierung des Lehr- und Lernerfolges in Kaderkursen am Beispiel der Schulung des Kaders eines Universitätsspitals bezog sich auf seine Tätigkeit an diesem Spital. Bider wurde 1980 bei Hardi Fischer an der ETH Zürich promoviert. Später war er Berater beim Schweizerischen Krankenhausinstitut in Aarau.
Seit 1985 war Bider Geschäftsführer der Zürcher Klinik Hirslanden. Diese Klinik war seit 1944 im Besitz der Schweizerischen Bankgesellschaft (heute UBS). Um den Ruf für hochstehende Medizin zu fördern, wurde durch Bider das HerzZentrum Hirslanden mit moderner Intensivstation in Zürich 1986 gegründet. Er stand mit der Hirslanden-Gruppe in Wettstreit mit kantonalen, öffentlichen Spitälern. Das amerikanische Spitalunternehmen American Medical International hatte in Konkurrenz zu Hirslanden eine eigene Schweizer Privatspitalgruppe aufgebaut. 1990 konnte Hirslanden diese Spitäler übernehmen und wurde dadurch zur schweizweit tätigen Privatklinikgruppe Hirslanden. Bei der UBS war Heinrich Steinmann für diese Tochtergesellschaft zuständig und deren Verwaltungsratspräsident. Er wirkte entscheidend bei dieser Übernahme und der späteren Weiterentwicklung von Hirslanden mit.  Unter dem neuen Vorstandsvorsitzenden (CEO) der UBS Peter Wuffli wurde die erfolgreiche Hirslanden-Gruppe 2002 verkauft, weil sie nicht zum Kerngeschäft einer Bank gehört. Auch als Teil der neuen Besitzer BC Partners Funds leitete Bider die Klinikgruppe weiterhin und betrieb einen noch rascheren Ausbau der Spitalkette. Weil BC Partners als Private-Equity-Unternehmen das Management von Beteiligungsfirmen als Teilhaber beteiligt, wird Erfolg honoriert.
Schon 2007 verkauften die BC Partners die Spitalgruppe weiter an Mediclinic International, einen südafrikanischen integrierten Spitalkonzern. Daraufhin gab Bider 2008 die Geschäftsführung ab und wurde bis 2012 deren Verwaltungsrat. Ende 2013 beschäftigte die Hirslanden-Gruppe 7800 Mitarbeiter, wovon 2100 Ärzte auf dreissig Fachgebieten.
Bider kritisierte wiederholt Mängel in öffentlich geförderten Spitälern.

## Weitere Tätigkeiten
- 2009–2015 Vorsitzender des Aufsichtsrates der SENIOcare AG, des grössten Dienstanbieters zur Betreuungskraftvermittlung in der Schweiz
- 2010–2014 Aufsichtsrat der Median Kliniken. Rehabilitationskliniken in Deutschland[8]
- 2011–2017 Aufsichtsrat der Montana Capital Partners, einer Private Equity Company mit Sitz in der Schweiz[9]
- seit 2008 Chairman BI Holding AG, Zug